# John Madden (reżyser)
John Philip Madden (ur. 8 kwietnia 1949 w Portsmouth) – brytyjski reżyser filmowy i teatralny.

## Życiorys
W 1970 ukończył studia na Uniwersytecie w Cambridge. W Anglii pracował w teatrze, zanim w połowie lat 70. XX wieku wyjechał do Stanów Zjednoczonych. Po powrocie do ojczyzny, już w latach 80., reżyserował na potrzeby telewizji. Realizował odcinki seriali, m.in. o Sherlocku Holmesie. W filmie debiutował na początku lat 90.
Uznanie przyniosły mu kostiumowe filmy z drugiej połowy lat 90. W 1997 zrealizował dramat Jej wysokość pani Brown o królowej Wiktorii z Judi Dench w roli głównej, a rok później wyreżyserował komedię Zakochany Szekspir. Opowiadający fikcyjną historię z życia słynnego pisarza obraz zdobył 13 nominacji do Oscara i 7 statuetek, m.in. dla najlepszego filmu roku. Madden również został nominowany, Oscara za reżyserię odebrał jednak Steven Spielberg za Szeregowca Ryana.
W następnych latach Madden stworzył m.in. Kapitana Corellego (2001), rozgrywający się w realiach II wojny światowej melodramat z Penélope Cruz oraz Nicolasem Cage’em, a także psychologiczny dramat Dowód (2005) z Anthonym Hopkinsem w roli genialnego matematyka i Gwyneth Paltrow grającą opiekującą się nim córkę.
W 2012 zrealizował film Hotel Marigold, nominowany do nagrody BAFTA i Europejskiej Nagrody Filmowej. Sam reżyser był także  nominowany do nagrody British Independent Film Awards. Film okazał się tak wielkim sukcesem, że w 2015 odbyła się premiera jego drugiej części - Drugi Hotel Marigold.

## Reżyseria
- Ethan Frome (1993)
- Złote wrota (Golden Gate, 1994)
- Jej wysokość pani Brown (1997)
- Zakochany Szekspir (1998)
- Kapitan Corelli (2001)
- Dowód (2005)
- Killshot (2009)
- Dług (2011)
- Hotel Marigold (2012)
- Drugi Hotel Marigold (2015)
- Sama przeciw wszystkim (2016)